# Cameron Park
Cameron Park es un lugar designado por el censo ubicado en el condado de Cameron en el estado estadounidense de Texas. En el Censo de 2010 tenía una población de 6.963 habitantes y una densidad poblacional de 4.951,07 personas por km².

## Geografía
Cameron Park se encuentra ubicado en las coordenadas 25°58′14″N 97°28′39″O / 25.97056, -97.47750. Según la Oficina del Censo de los Estados Unidos, Cameron Park tiene una superficie total de 1.41 km², de la cual 1.41 km² corresponden a tierra firme y (0%) 0 km² es agua.

## Demografía
Según el censo de 2010, había 6.963 personas residiendo en Cameron Park. La densidad de población era de 4.951,07 hab./km². De los 6.963 habitantes, Cameron Park estaba compuesto por el 88.42% blancos, el 0.14% eran afroamericanos, el 0.27% eran amerindios, el 0.09% eran asiáticos, el 0% eran isleños del Pacífico, el 10.08% eran de otras razas y el 0.99% pertenecían a dos o más razas. Del total de la población el 99.28% eran hispanos o latinos de cualquier raza.